# Estadio Ruca Che
El Estadio Ruca Che, es un estadio cubierto multipropósito, ubicado en la ciudad de Neuquén en Argentina. Fue inaugurado en el año 1995 en ocasión del Torneo de las Américas de baloncesto. Su nombre proviene de las palabras mapuches ruka (casa) y che (gente) y pretende significar "La casa del pueblo". Actualmente es localía para el equipo de voleibol Gigantes del Sur, que juega en la Liga Argentina de Voleibol; y también lo utilizó el equipo de Independiente de Neuquén en la Liga Nacional de Básquet.
En el mes de octubre de 2008 albergó dos encuentros de Showbol entre Argentina y Brasil. Hasta el 2009, era el estadio cubierto con mayor capacidad de la Patagonia Argentina,[cita requerida] y ha albergado espectáculos de renombre tanto deportivos como artísticos en diversas oportunidades. La capacidad del mismo con público únicamente en las gradas es de 6000 personas, aunque en los espectáculos artísticos este número puede aumentar hasta 10 000 espectadores aproximadamente, al convertir el campo de juego en zona de plateas o populares. También posee un gimnasio auxiliar, canchas de básquet y voleibol al aire libre, y estacionamiento para 150 vehículos.

## Artistas que se presentaron alguna vez en el estadio
- Abel Pintos
- Alejandro Lerner
- Almafuerte
- Andrés Calamaro
- Attaque 77
- Babasonicos
- Bandana (banda)
- Bersuit Vergarabat
- Calle 13
- Callejeros
- Catupecu Machu
- Charly García
- Chayanne
- Celia Cruz
- Ciro y los Persas
- Claudia La Valle
- C.R.O
- Danilo Montero
- Diego Torres
- Divididos
- Europe
- Erreway
- YSY A
- Homer el Mero Mero
- Gustavo Cerati
- Ismael Serrano
- Joan Manuel Serrat
- José Luis Perales
- Jorge Rojas
- Lali
- La Ley
- La Renga
- Los Piojos
- La Mona Jiménez
- León Gieco
- Les Luthiers
- Luis Eduardo Aute
- Los Cafres
- Los Nocheros
- Maná
- Manu Chao
- Megadeth (en agosto de 2016)
- Mercedes Sosa
- Marco Antonio Solís
- Marcos Witt
- Miranda!
- B.B. King
- No Te Va Gustar
- Palito Ortega
- Rata Blanca
- Rescate (banda)
- Rojo (banda)
- Soledad Pastorutti
- Teen Angels
- Tini
- The Wailers
- Ricardo Montaner
- Ricky Martin
- Roxette
- Simona (Angela Torres)
- Tan Biónica
- Topa en Junior Express
- Topa y Muni
- Víctor Heredia
- Violetta (telenovela)
- Las Pelotas (Bicentenario Independencia Argentina)

- Datos: Q5848370
- Multimedia: Estadio Ruca Che / Q5848370